# Еріх Гармс
Еріх Гармс (нім. Erich Harms; 20 січня 1910 — 8 листопада 1979) — німецький офіцер-підводник, оберлейтенант-цур-зее резерву крігсмаріне (1 квітня 1943).

## Біографія
У вересні 1939 року вступив на флот, вахтовий офіцер в 15-й флотилії мінних тральщиків. З листопада 1940 по травень 1941 року пройшов курси штурмана і підводника. В травні-жовтні 1943 року — вахтовий офіцер в TFA 3. З 29 листопада 1941 року — 2-й, з жовтня 1942 року — 1-й вахтовий офіцер на підводному човні U-255. В квітні-травні 1943 року пройшов курс командира човна. З 7 червня 1943 по серпень 1944 року — командир U-255, на якому здійснив 4 походи (разом 122 дні в морі), з 22 січня по 3 травня 1945 року — U-3023.
Всього за час бойових дій потопив 2 кораблі загальною водотоннажністю 1611 тонн.
| Дата           | Назва корабля        | Тип                  | Тоннаж | Екіпаж | Загинули | Країна | Конвой |
| -------------- | -------------------- | -------------------- | ------ | ------ | -------- | ------ | ------ |
| 27 липня 1943  | Академік Шокальський | Гідрографічне судно  | 411    | 25     | 11       | СРСР   |        |
| 9 березня 1944 | USS Leopold (DE-319) | Ескортний міноносець | 1,200  | 200    | 172      | США    | CU-16  |